# Angélique de Fontanges

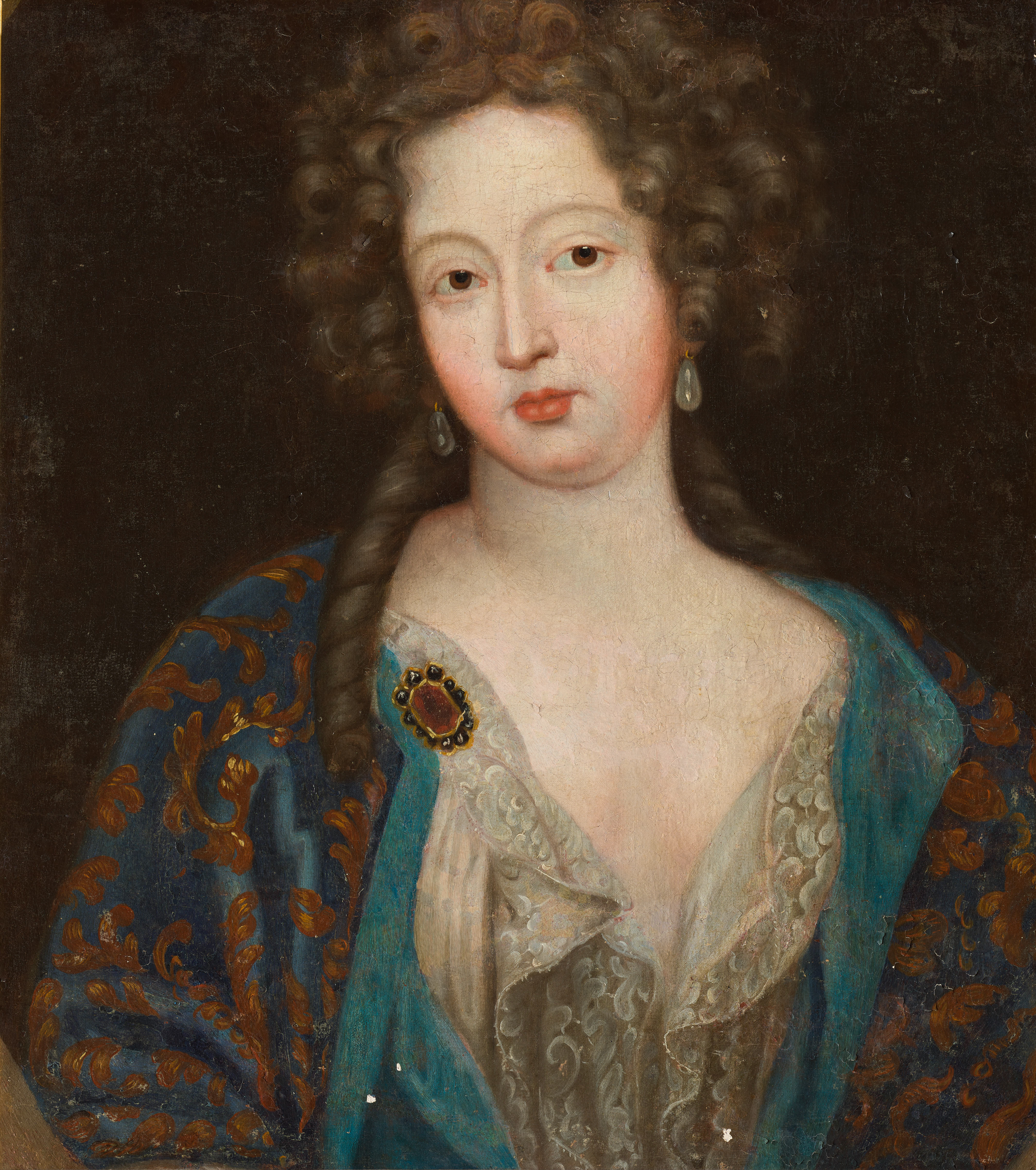
Angélique de Fontanges

Marie Angélique de Scorailles, duchesse de Fontanges (1661 – Port-Royal des Champs, 28 giugno 1681), fu una delle tante amanti di Luigi XIV, re di Francia. Dama di compagnia della cognata, la Principessa Palatina, attirò l'attenzione del Re Sole e divenne la sua amante nel 1679, dopo la parziale caduta in disgrazia della precedente favorita Madame de Montespan.

## Biografia
Se il 1661 è accertato, sul giorno - come sul luogo preciso - della nascita di Angélique sussistono dubbi: secondo alcuni venne al mondo il 27 luglio, secondo altri tra la metà di ottobre e il principio dell'inverno. Angélique proveniva da un'antica e nobile famiglia dell'Alvernia, dove suo padre, Jean Rigal Scorraille, Signore di Fontanges, era luogotenente del re. Era nota per la sua grande bellezza. Aveva lunghi capelli marrone-rossiccio, una carnagione di latte e gli occhi grigio-blu.
Nel 1678, Cesar Grollée notò la sua bellezza, e volle introdurla a corte come damigella d'onore della Principessa Palatina, duchessa d'Orléans, cognata del re.

### Amante del Re
M.lle de Fontanges era molto bella così come rispecchia l'arte di quel periodo, ma non molto intelligente. Al suo arrivo a corte, Luigi XIV era conteso da Madame de Montespan e da Madame de Maintenon, governante dei figli del sovrano e della sua amante.
Madame de Montespan, per distogliere il sovrano da Madame de Maintenon, spinse Angélique tra le braccia del re.
Luigi XIV fu immediatamente sedotto dalla giovane bellezza. Angélique riceveva il re nelle sue stanze al Palais-Royal. Durante le prime settimane, il segreto della loro relazione venne mantenuto, allora il re decise di mostrarsi in pubblico, una mattina durante la Messa, insieme alla sua amante ufficiale e la regina. Egli indossò spesso nastri corrispondenti a quelli di Angélique e moltiplicò i festeggiamenti in suo onore; Angélique accumulò rapidamente incredibili quantità di denaro e gioielli.
Nell'autunno del 1679, il re cominciò a stancarsi di Angélique, a causa della sua mancanza di spirito.

### Morte
Il re la rese duchessa, così come la rese gravida. Diede alla luce un bambino morto, mentre lei stessa si ammalò gravemente e morì per le conseguenze del parto. Il re non mostrò grande dolore per l'improvvisa perdita. M.lle de Fontanges morì nel giugno 1681 a Port-Royal des Champs.
La fontange, un'acconciatura molto popolare tra le donne tra la fine del XVII e primi XVIII secolo, venne chiamata in onore di Mlle de Fontanges. Si dice che lei legò i capelli con una giarrettiera dopo aver perso il suo berretto, mentre passeggiava a cavallo. Il re ne apprezzò il risultato chiedendo alla de Fontanges di mantenerlo, e dando così il via ad una nuova moda.
Il suo corpo è stato sepolto nella cappella della Port-Royal, presso il non più esistente Convento di Faubourg Saint-Jacques, stesso luogo di sepoltura di un'altra amante del Re Sole, Louise de La Vallière; mentre il cuore della Fontanges è stato custodito presso l'Abbazia di Chelles, dove la sorella era badessa.